# トリフルオロメチルイソシアニド
トリフルオロメチルイソシアニド(trifluoromethylisocyanide)は、化学式がCF3NCの化合物である。イソシアニドおよびフルオロカーボンの一つである。-80°Cの沸点以下でも重合反応を起こす。錯体化学では配位子として作用し、その化学種の性質は金属カルボニルと類似する。
ニトリルの異性体はトリフルオロニトリル(CF3CN)で、トリフルオロメチルイソシアニドより安定である。